# Холмурзаев, Шахбоз Ибрагим угли
Шахбоз Ибрагим угли Холмурзаев (узб. Шахбоз Иброгим ўғли Холмурзаев; род. 26 февраля 1996, Бекабад, Ташкентская область) — узбекистанский гребец, участник летних Олимпийских игр 2016 года, чемпион летних Азиатских игр 2018 года, многократный призёр чемпионатов Азии.

## Биография
С 2011 года Холмурзаев начал выступать на юношеских национальных первенствах. В 2013 году Шахбоз впервые стал чемпионом Узбекистана среди взрослых. В 2014 году Холмурзаев стал серебряным призёром чемпионата Азии среди юношей.
В апреле 2016 года Шахбоз Холмурзаев принял участие в олимпийской квалификационной регате стран Азии и Океании. По итогам соревнований узбекистанский гребец смог завоевать олимпийскую лицензию, заняв в турнире седьмое место. В августе 2016 года Шахбоз Холмурзаев принял участие в летних Олимпийских играх в Рио-де-Жанейро. На предварительном этапе узбекистанский гребец к середине дистанции уступал тройке лидеров более 8 секунд, но на второй половине стал стремительно приближаться к аргентинцу Бриану Россо, показав на заключительных 500 метрах лучшее время среди всех участников, однако скорости, показанной на финише молодому узбекистанскому гребцу не хватило для прямого попадания в четвертьфинал. На финише Холмурзаев уступил Россо 2,34 секунды и был вынужден стартовать в отборочном раунде. В отборочном заезде Холмурзаев занял второе место и получил право выступить в четвертьфинале, где он довольно много уступил своим конкурентам по заезду и выбыл из борьбы за медали. По результатам классификационных заездов Холмурзаев занял итоговое 22-е место.
В сентябре 2016 года Холмурзаев вместе с Шахбозом Абдужабборовым стали серебряными призёрами чемпионата Азии. Спустя год Холмурзаев, выступая уже в легковесной одиночке и смог завоевать бронзовую награду. На летних Азиатских играх 2018 года Холмурзаев выступал сразу в двух дисциплинах. В легковесных одиночках узбекистанский гребец пробился в финал, но остановился в шаге от пьедестала, заняв четвёртое место. Главного успеха Холмурзаев добился в двойках парных, выступив там в паре с Шахбозом Абдужабборовым. Узбекистанская двойка лишь через отборочный заезд смогла пробиться в финал, однако в решающем заезде Холмурзаев и Абдуджабборов на самом финише смогли опередить сильный китайский экипаж и завоевать золотые медали Игр. В 2019 году Холмурзаев выиграл серебро континентального первенства, уступив в финале одиночных соревнований иранцу Бахману Нассири. В 2020 году Шахбоз принял участие в чемпионате мира по гребле в закрытых помещениях. По итогам соревнований в классе LM1х Холмурзаев показал 5-й результат среди 57 участников.

## Личная жизнь
С 2012 по 2015 год обучался в Бекабадском Промышленном колледже. С 2015 года учился в Узбекском государственном институте физической культуры.

## Награды
28 июня 2019 года Холмурзаева была присуждена Государственная премия «Мард углон».